# Het Ezelken
Het "Ezelken" wat niet vergeten was is een roman, geschreven door de Oost-Vlaamse auteur Cyriel Buysse. De roman is oorspronkelijk verschenen in 1910.

## Taal
Het boek wordt gekenmerkt door het voor de tijd waarin de auteur leefde vernieuwende taalgebruik, en bevat opvallende stijlfiguren. Het Ezelken verwijst naar de bijnaam die het hoofdpersonage, de kwezel Constance, in het verhaal kreeg.